# غلين غاريسون
غلين غاريسون (بالإنجليزية: Glenn Garrison) هو مصارع رياضي أمريكي، ولد في 25 مارس 1974.

## وصلات خارجية
- غلين غاريسون على موقع قاعدة بيانات المصارعة الدولية (الإنجليزية)